# Kanton Le Kremlin-Bicêtre
Kanton Kremlin-Bicêtre is een kanton van het Franse departement Val-de-Marne. Kanton Kremlin-Bicêtre maakt deel uit van het arrondissement L'Haÿ-les-Roses en telt 43.939 inwoners in 2017.

## Gemeenten
Het kanton Le Kremlin-Bicêtre omvat de volgende gemeenten:
- Gentilly      ( tot 2014 deels, vanaf 2015 volledig )
- Le Kremlin-Bicêtre (hoofdplaats)